# Бобровый Кут
Бобро́вый Кут (идиш באבראווי קוט‎, укр. Бобровий Кут) —  бывшая еврейская земледельческая колония, село в Калиновской поселковой общине Бериславского района Херсонской области Украины. Находится на левом берегу реки Ингулец.

## История
Бобровый Кут был основан в 1807 году как еврейская земледельческая колония Херсонского уезда Херсонской губернии. Основали её выходцы из Могилевской губернии за собственный счет.
В 1927 году Бобровый Кут был включен в Калининдорфский еврейский район с центром в поселке Калининдорф (так была переименована еврейская земледельческая колония Большая Сейдеменуха).

### Известные уроженцы
- Семён Григорьевич Фруг (1860—1916) — поэт, публицист, переводчик.
- Самуил Абович Маркушевич (1902—1977) — начальник штаба 19-й армия с 1942 по 1945 год, генерал-майор, доцент военной Академии имени Фрунзе.
- Аркадий Моисеевич Вайспапир (1921—2018) — один из организаторов восстания в лагере смерти Собибор 14 октября 1943 года, единственного успешного восстания узников нацистских концлагерей.

## Население
Население по переписи 2001 года составляло 605 человек.

### Языковой состав
Родной язык населения по данным переписи 2001 года:
| Язык        | Численность, чел. | Доля     |
| ----------- | ----------------- | -------- |
| Украинский  | 575               | 95,04 %  |
| Белорусский | 16                | 2,64 %   |
| Русский     | 14                | 2,32 %   |
| Итого       | 605               | 100,00 % |

## Современные данные
Местный совет — 74134, Херсонская обл., Великоалександровский р-н, с. Бобровый Кут, ул. Первомайская, 40б
Почтовый индекс — 74134. Телефонный код — 5532. Код КОАТУУ — 6520980701.